# Projekt 1143.7
Projekt 1143.7 či též třída Uljanovsk byla plánovaná třída sovětských letadlových lodí s jaderným pohonem. Její konstrukce byla radikální modifikací předcházejícího Projektu 1143.5 s vlivem staršího nerealizovaného Projektu 1160 Orel. Plánována byla stavba dvou jednotek, po rozpadu Sovětského svazu se však práce na projektu zastavily, přičemž první jednotka byla hotova ze 45% a stavba druhé ještě ani nezačala. Vše skončilo v hutích.

## Stavba

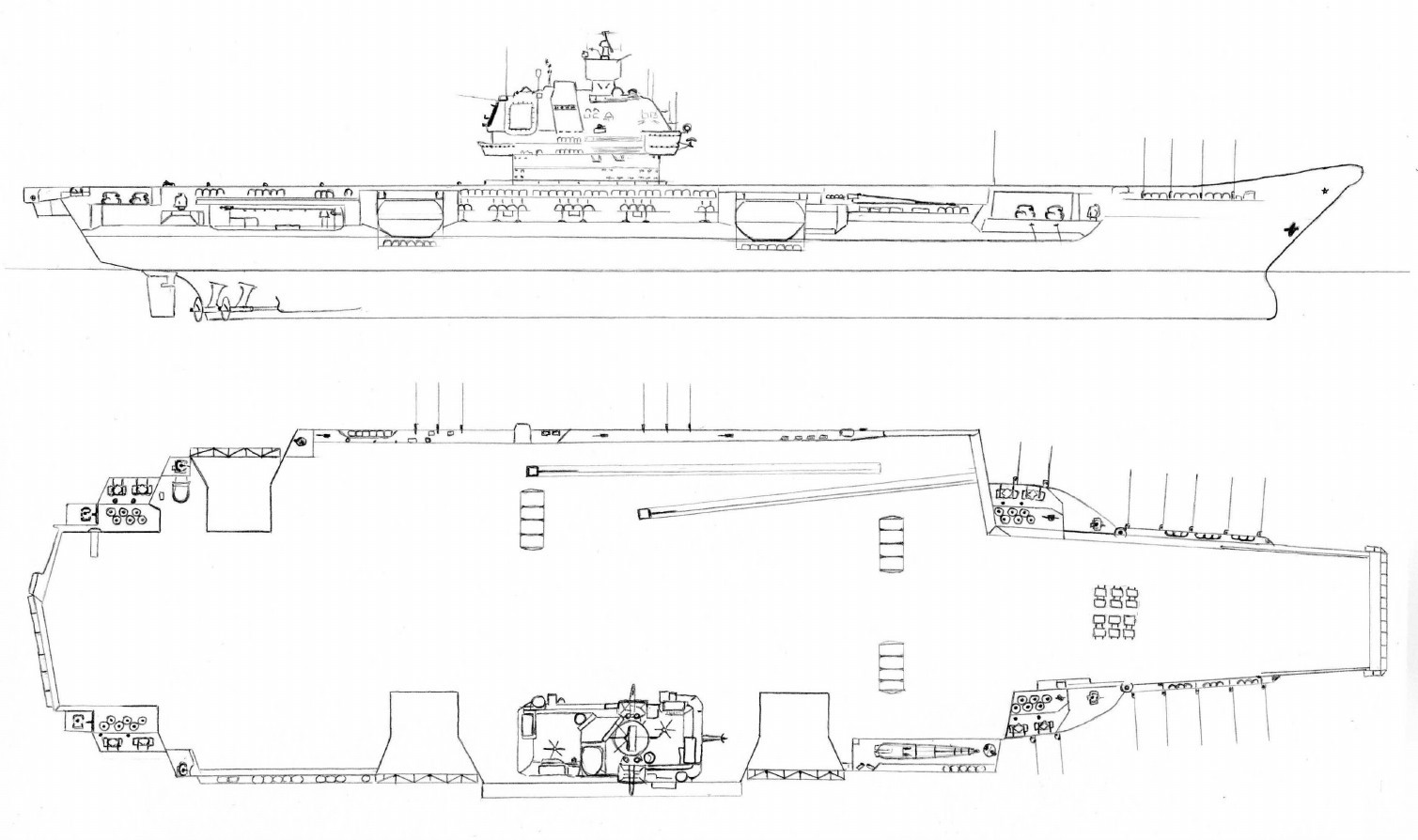
Ilustrace plánované podoby plavidel

Práce na první jednotce Uljanovsk byly zahájeny 25. listopadu 1988, ale 1. listopadu 1991 byla její stavba z finančních důvodů zrušena. V té době byla loď hotova ze 45%. V roce 1992 byla sešrotována. Stavba druhé lodi této třídy byla zrušena ještě před založením jejího kýlu.

## Konstrukce
O plánované podobě těchto lodí je k dispozici málo informací. Plavidla byla koncepčním protějškem amerických těžkých letadlových lodí. Letadla z nich měla startovat pomocí parních katapultů. Spojení s letovou palubou měly zajišťovat tři výtahy. Letový park mělo tvořit až 60 strojů. Tradičně silná měla být výzbroj samotných lodí sestávající z 16 protilodních střel P-700 Granit, 192 protiletadlových střel 3K95 Kinžal a obranné systémy AK-630 a 3K87 Kortik. Vysokou autonomii plavidel měl umožňovat jejich jaderný pohon.